# اودهام سینگ
اودهام سینگ (به هندی: ਊਧਮ ਸਿੰਘ ਸ਼ਹੀਦ - Udham Singh) ورزشکار مرد رشتهٔ هاکی روی چمن اهل کشور هند است. وی در بین سال‌های ‎۱۹۴۸ تا ۱۹۶۰ میلادی در مسابقات بازی‌های المپیک تابستانی در مجموع ۴ مدال، شامل ۳ مدال طلا و ۱ نقره را کسب کرد.